# Alen Zasyeyev
Alen Zasyeyev (en ukrainien, Ален Таймуразович Засєєв, né le 10 octobre 1988 en Ossétie du Sud) est un lutteur ukrainien, spécialiste de lutte libre.
Il remporte la médaille d'argent des moins de 120 kg lors des Championnats du monde de 2013 et lors des Championnats d'Europe de 2013. Il est médaillé de bronze des moins de 125 kg aux Championnats d'Europe de 2016.